# El secuestrador
El secuestrador s una pel·lícula en blanc i negre de l'Argentina dirigida per Leopoldo Torre Nilsson sobre el seu propi guió escrit en col·laboració amb Beatriz Guido que es va estrenar el 25 de setembre de 1958 i que va tenir com a protagonistes a María Vaner, Leonardo Favio, Lautaro Murúa i Oscar Orlegui.
En una enquesta de 2022 de les 100 millors pel·lícules del cinema argentí presentada al Festival Internacional de Cinema de Mar del Plata, la pel·lícula va aconseguir el lloc 52.

## Sinopsi
La innocència d'una parella d'adolescents i un grup de nens en contrast amb l'aparició del suposat segrestador donen vida a una història de perdedors molt comú al cinema de finals dels anys 50.

## Repartiment
- María Vaner
- Leonardo Favio
- Lautaro Murúa
- Oscar Orlegui
- Carlos López Monet
- Patricio López Méndez
- Jorge Rudoy
- Beto Gianola
- Amalia Bernabé
- Osvaldo Terranova
- Carmen Caballero
- Jorge Palaz
- Carmen Giménez
- Miguel Cossa
- María Esther Corán
- José Olivero
- Luis Osvaldo Vicente …Diego
- Norma Díaz
- Jorge Villalba
- Julia Giusti
- Mario Savino
- Luis Orbegoso
- Enrique Pinti
- Rolando Dumas
- Yamandú Di Paula

## Comentaris
Roland va dir:
| « | ”El tema és complex…alguns personatges són duals…El cinema intel·ligent de Nilsson arriba a la seva maduresa.” | » |

Manrupe i Portela escriuen:
| « | ”Parelles en sepultures, porcs que es mengen nois, taüts usats com a amagatall. Una pel·lícula negra, amb reminiscències de Buñuel, i una estranya bellesa en l'antítesi puresa-sordidesa.” | » |